# Apple Display Connector

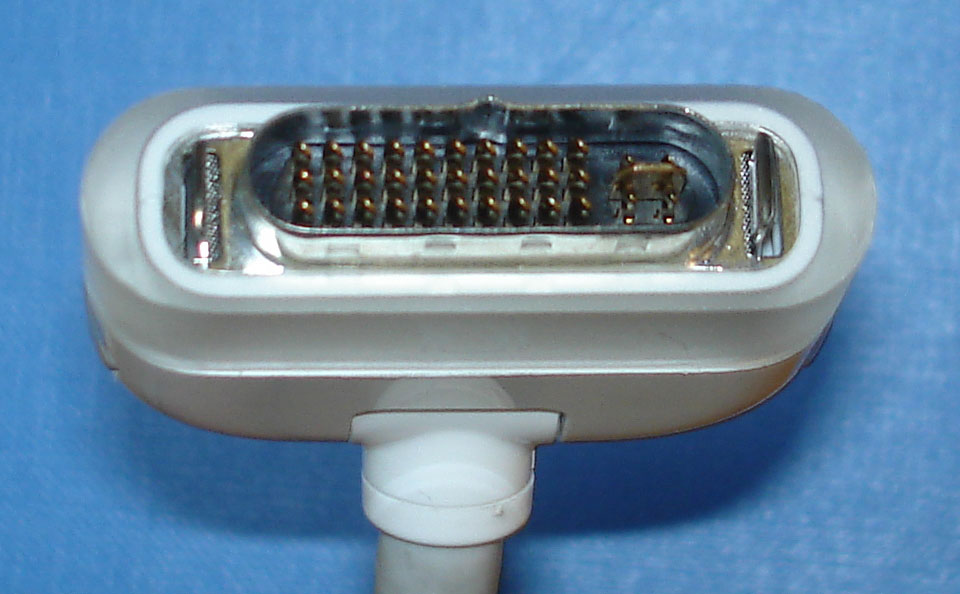
Apple Display Connector

Apple Display Connector, förkortat ADC, är ett kontaktdon för skärmanslutning Apple Inc. använde sig av tidigare. I samma kontakt överförs såväl digital bild (kompatibel med DVI), USB och, till skillnad från andra anslutningar för skärmar, även strömförsörjning.